# Richland Township (Allen County, Ohio)
Richland Township ist eines von zwölf Townships des Allen Countys im US-Bundesstaat Ohio. Das U.S. Census Bureau hat bei der Volkszählung 2020 eine Einwohnerzahl von 5.871 ermittelt.

## Geografie
Richland Township liegt im äußersten Nordosten des Allen Countys im Nordwesten von Ohio und grenzt im Uhrzeigersinn an die Townships: Riley Township im Putnam County, Union Township und Orange Township im Hancock County, Jackson Township, Bath Township und Monroe Township sowie an das Pleasant Township im Putnam County.

## Verwaltung
Das Township wird durch ein Board of Trustees, bestehend aus drei gewählten Mitgliedern, verwaltet. Zwei Personen werden jeweils im Jahr nach der Präsidentschaftswahl gewählt und eine jeweils im Jahr davor. Die Amtszeit dauert in der Regel vier Jahre und beginnt jeweils am 1. Januar. Daneben gibt es noch einen Township Clerk (Schriftführer), der ebenfalls im Jahr vor der Präsidentschaftswahl auf eine vierjährige Amtszeit gewählt wird. Dessen Amtszeit beginnt jeweils am 1. April.